# Universal Mother
Universal Mother – czwarty album studyjny Sinéad O’Connor wydany w 1994 przez wytwórnię Ensign Records.

## Lista utworów
1. „Germaine” - 0:38
2. „Fire on Babylon” - 5:11
3. „John I Love You” - 5:31
4. „My Darling Child” - 3:09
5. „Am I a Human?” - 0:24
6. „Red Football” - 2:48
7. „All Apologies” - 2:37
8. „A Perfect Indian” - 4:22
9. „Scorn Not His Simplicity” - 4:26
10. „All Babies” - 4:29
11. „In This Heart” - 3:11
12. „Tiny Grief Song” - 1:56
13. „Famine” - 4:56
14. „Thank You for Hearing Me” - 6:25